# رابی هاکر
رابی هاکر (انگلیسی: Robbie Hucker؛ زادهٔ ۱۳ مارس ۱۹۹۰) دوچرخه‌سوار اهل استرالیا است.
از باشگاه‌هایی که در آن بازی کرده‌است می‌توان به تیم دوچرخه‌سواری دراپاک اشاره کرد.